# 甜爱路
甜爱路是位于中國上海市虹口区中部的一条道路，南北走向。南起四川北路、山阴路，北至甜爱路351弄。道路两边种有水杉，沿路为住宅。甜爱路被誉为上海“最浪漫”的路。

## 早期历史
甜爱路于1920年初建，当时名为公园靶子场路，或简称“靶子场路”，连接四川北路和万国商团的训练靶场。因与千爱里相通，又称千爱里路。1945年改名甜爱路。

## “爱情街”开发
2008年起，四川北路街道听取多方意见，决定将甜爱路打造成一条“爱情街”。当年8月，将沿路东侧近百米墙面的原有挂画拆下，改为“爱情墙”，墙面上悬挂28幅中外名人的爱情诗画。。2009年，将甜爱路四川北路路口的邮筒设为“爱心邮筒”，投出的每封信件都会被盖上印有“love”字样的邮戳，对应的鲁迅公园邮政支局亦称“爱情邮局”。2021年，虹口區啟動甜愛路的大修改造工程，改造長度約400米，修繕之後路寬達到12米。除了對路面重新鋪設瀝青讓路面更加平整，還對行道樹的種植空間重新改造，並且舖設了鵝卵石點綴，擴大了來往行人通行的空間。整个改造工程于5月10日完工。

## 涂鸦问题

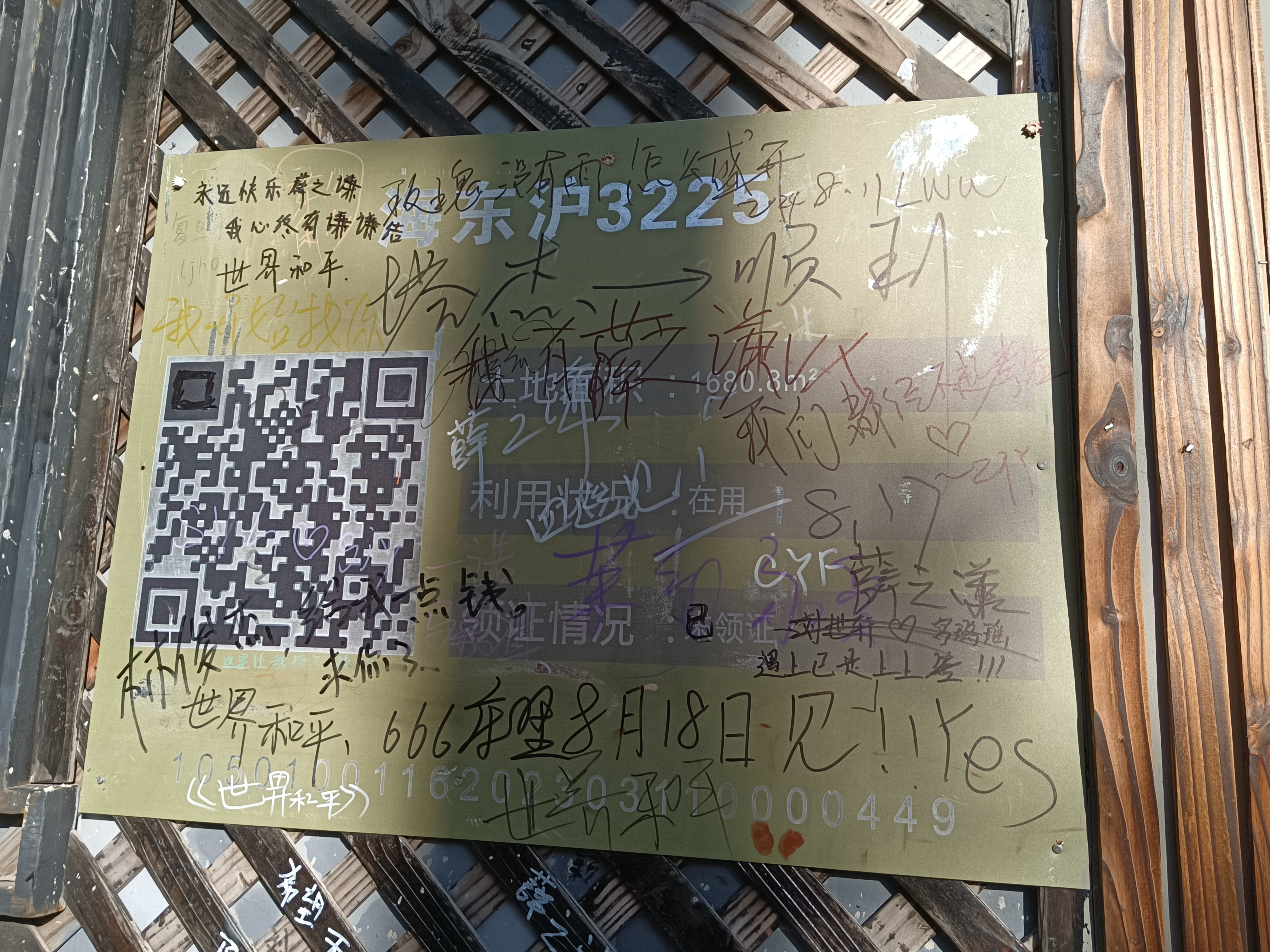
甜爱路上许多沿街设施都被涂鸦覆盖，即使是特殊标牌也不能幸免

甜爱路开发之后，一直存在游客在墙面上涂写的情况，内容杂乱影响美观。街道方面由于屡禁不止，遂开放数处留言墙，并在部分墙面外侧安装透明亚克力板，但仍有游客在规定范围外涂写。

## 周边建筑物
鲁迅公园、鲁迅纪念馆、大陆新村、上海鲁迅故居、内山书店等。

## 交会道路（南向北）
- 四川北路、山阴路
- 甜爱支路